# Проспект Пилипа Орлика
Проспект Пилипа Орлика у Шевченківському й Центральному районах міста Дніпро.

## Опис
Напрям проспекту й перелік будинків зі сходу на захід. Довжина проспекту 1400 метрів. Є південною межею ще половицьких виселок Млинів.

## Історія
За генеральним планом проспект Ілліча мав стати внутрішнім кільцем між довжиною 1400 метрів, що перетинає сучасні проспекти Богдана Хмельницького й Олександра Поля.
Вперше концепцію «3-го кільця» проспекту Ілліча сформульовано у генеральному плані міста від 1956 року.
Кільце проспекту Ілліча повинно було починатися від набережної на Мандриківці, перетинати проспект Гагаріна у тупика трамвая № 1; далі проходити балкою до існуючої частини, потім балкою перетнути Робочу вулицю провівши проспект існуючою Уральською вулицею; далі яром піднятися до проспектів Металургів й Івана Мазепи, після чого повернути на північ до сучасного переходу на Кодацький міст що будується через Сухий острів й Нові Кодаки. Частина переходу була прорубана через старовинну забудову Нового Кодаку, яким провели трамваї № 18 й 19 з житлового району Лівобережний.
У пізніших радянських генеральних планах також планувалося завершити кільце проспекту Ілліча, але вже не згори пагорбів, а ярами й тунелями через пагорб проспекту Гагаріна, пагорб проспекту Богдана Хмельницького, пагорб Робочої вулиці.
Перейменований 2015 року проспект Ілліча на честь гетьмана Пилипа Орлика — гетьмана та творця першої української конституції 1710 року.

## Будівлі
- № 3 — Шевченківське районне відділення Національної поліції,
- № 11 — Управління протидії злочинності у сфері економіки (УПЗСЕ).

## Перехресні вулиці
- вулиця Олександра Кониського
- вулиця Січових Стрільців
- проспект Богдана Хмельницького
- проспект Олександра Поля
- Новосільна вулиця
- вулиця Юхима Михайлова
- вулиця Міського Лісу
- Самаркандський провулок